# 安里川
安里川（あさとがわ）は、南西諸島の沖縄島南部を流れる二級河川である。上流部は金城川（きんじょうがわ、かなぐしくがーら）とも呼ばれる。

## 地理
沖縄県那覇市首里鳥堀町の弁ヶ岳に発し、那覇市と南風原町の境界付近を南西方向へ流れる。那覇市真地付近で向きを北西方向に変え、金城ダムを通過する。那覇市松川付近で真嘉比川、那覇市三原付近でキブンジャ川を合流し、那覇市牧志付近までは複雑に蛇行しながらおおむね西へ流れる。姫百合橋で国道330号、蔡温橋で国際通りと交差する。牧志から北西方向へ直線的な流路をとり、崇元寺橋付近で久茂地川を分流する。さらに北西へ流れ泊高橋で国道58号と交差し東シナ海（那覇港）へ注ぐ。
流域の下流部は那覇市の中心市街地であり、中流部は住宅街となっている。また上流部にも住宅地が広がりつつある。金城ダム近くに架かるヒジ川橋は沖縄県の文化財に指定されている。

## 歴史
中世以前の河口は安里付近にあり西側は浅い入り江になっていたが、1451年、川の南西に長虹堤と呼ばれる堤防が造られてから堆積物が干潟を形成するようになり河口が西へ移動した。干潟は潟原と呼ばれ塩田として利用されていた。
川幅が狭く中流域で蛇行しているためしばしば洪水が発生している。特に1961年（昭和36年）の台風23号では死者4名、全壊家屋67戸、半壊家屋186戸の被害があり、その後も1965年（昭和40年）の台風15号や1973年（昭和48年）の台風3号でも氾濫して浸水被害が出ている。このため上流部に金城ダムが建設され、支流の真嘉比川にも真嘉比遊水池が造られ、いずれも2001年（平成13年）に完成している。しかしながら2007年（平成19年）8月11日の集中豪雨でも氾濫しており、下流部の河川改修の必要性が指摘されている。

## 流域の自治体
沖縄県
那覇市
南風原町